# 헤이트 발렌타인데이
《헤이트 발렌타인데이》(영어: I Hate Valentine's Day)는 미국에서 제작된 2009년 로맨틱 코미디 영화이다. 니아 바달로스가 각본, 연출, 주연을 맡았다.

## 출연
- 니아 바달로스
- 존 코빗
- 어미어 애리슨
- 레이철 드래치
- 주다 프리들랜더
- 스티븐 가리노
- 조이 커잰
- 제이슨 맨주커스
- 제이 O. 샌더스
- 마이크 스타
- 게리 윌미스

## 기타 제작진
- 보조 제작: 메리앤 E. 티티리가
- 배역: 토드 세일러
- 세트: 섀넌 로버트 보언
- 미술: 다라 위싱그래드
- 의상: 제니 게링